# تامی بکتون
تامی بکتون (انگلیسی: Tommy Becton؛ 1878 – ۱۱ اوت ۱۹۵۷ (aged 78–79)) بازیکن فوتبال اهل بریتانیا بود.
از باشگاه‌هایی که در آن بازی کرده‌است می‌توان به باشگاه فوتبال پرستون نورث اند، باشگاه فوتبال بریستول راورز، باشگاه فوتبال کترینگ تاون، باشگاه فوتبال کولنه، و باشگاه فوتبال ساندرلند اشاره کرد.